# Cristóbal Balenciaga
Cristóbal Balenciaga Eizaguirre (Getaria, 21 gennaio 1895 – Jávea, 23 marzo 1972) è stato uno stilista spagnolo.
Nel 1937 fondò l'azienda di moda Balenciaga, era considerato un "perfezionista del suo mestiere e maestro di tutti i couturier", come il "Graal Keeper of Elegance".

## Biografia
Cristóbal Balenciaga è nato nel 1895, a Getaria: un piccolo paese della provincia di Gipuzkoa. Figlio di una famiglia abbastanza povera, il padre, José Balenciaga Basurto, era pescatore. Cristòbal ha conosciuto fin da piccolo il duro lavoro. Durante l'infanzia spesso aiuta la madre, Martina Eizaguirre Embil, sarta e all'età di dodici anni lasciò la scuola per iniziare a lavorare come assistente di un sarto.
Durante l'adolescenza, la marchesa di Casa Torres, Blanca Carrillo de Albornoz y Elio, importante nobildonna della sua città, diventa sua cliente e protettrice. La marchesa invia il giovane Balenciaga a Madrid, dove apprende l'arte della sartoria (di fatto, Balenciaga fu uno dei pochi stilisti a disegnare, tagliare e cucire da solo le proprie creazioni).

## Carriera

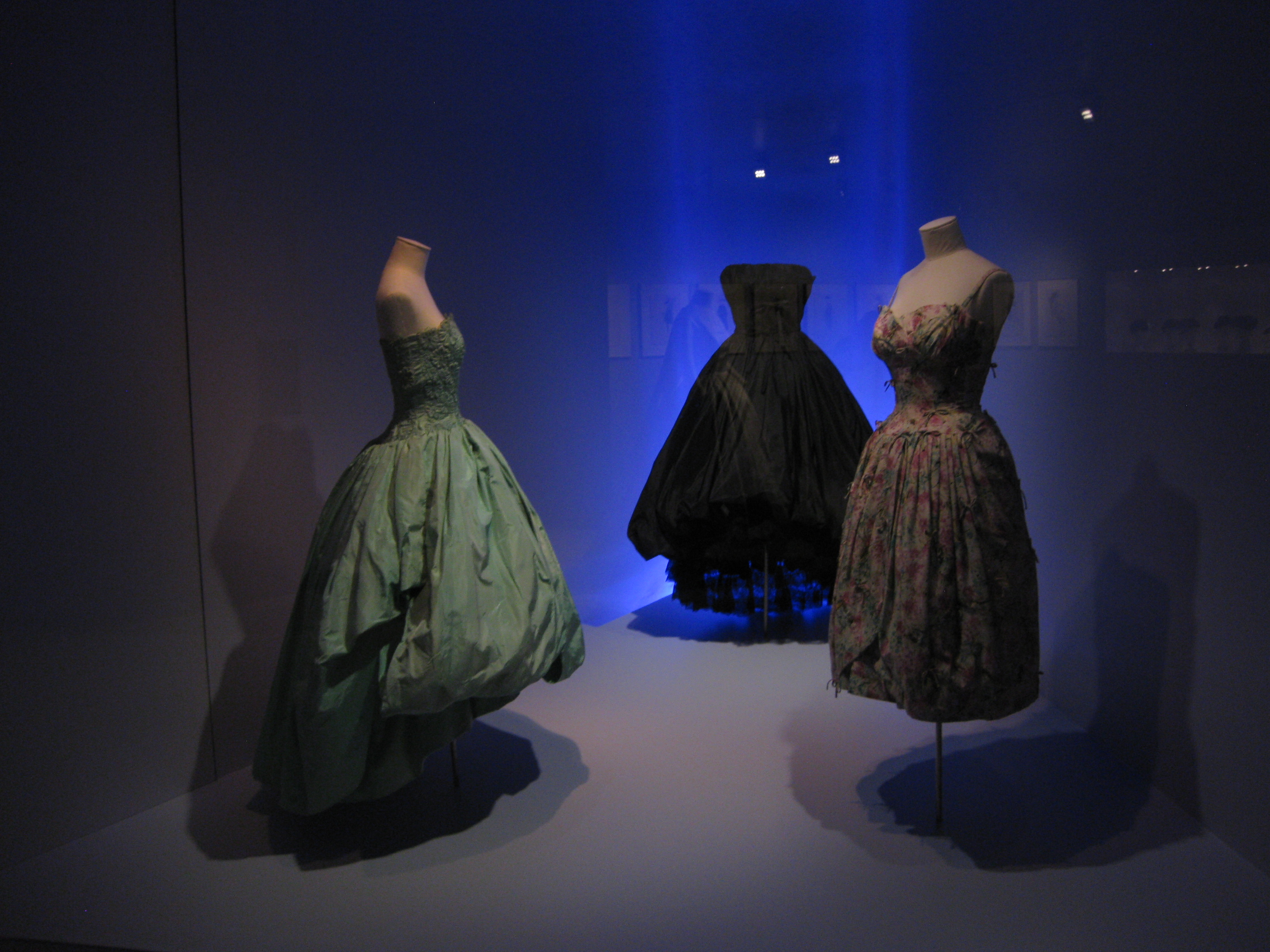
Abiti disegnati da Balenciaga

Balenciaga comincia a riscuotere in Spagna una notevole fama come designer, il che gli permette di aprire una boutique a San Sebastián, nel 1919, a cui ne seguono altre a Madrid e Barcellona. Balenciaga fin dall'inizio della sua carriera ha ridisegnato le forme della donna, infatti i suoi abiti erano in grado di rendere armoniosa ogni silouhette. La famiglia reale spagnola e l'aristocrazia apprezzano particolarmente le creazioni di Balenciaga, ma la guerra civile spagnola lo costringe a chiudere le sue boutique e a trasferirsi a Parigi. dove apre la propria casa di moda nel 1937. C'erano anche delle persone disposte a viaggiare in un'Europa pericolosa, per una delle sue creazioni. In questo periodo disegnò il suo famoso "cappotto quadrato", icona di stile e originalità.
Balenciaga nel 1937 mostra, nel suo atelier in Avenue George V, la sua prima collezione che trae ispirazione dal rinascimento spagnolo. Durante gli anni seguenti continua a reinterpretare stili appartenenti a epoche passate della storia spagnola che possiamo ritrovare nella sua collezione “Infanta”, ispirata agli abiti ritratti da Diego Velázquez nei dipinti della Principessa di Spagna e nella collezione “Jacket of light”, in cui ritroviamo i boleri che indossavano i toreri spagnoli. Nel 1945 prende parte al Théâtre de la Mode, un'esibizione itinerante di bambole-manichino vestite con abiti di haute couture disegnati dai migliori designer di Parigi. Nel 1947 Balenciaga lancia il suo primo profumo, Le Dix, a richiamo del numero civico della boutique e due anni dopo, nel 1949, lancia il suo secondo profumo La Fuite Des Heures.
Cristòbal aveva anche una relazione di nascosto con Vladzio Jaworowski d'Attainville, suo supporto nella vita e nel lavoro. Era infatti un suo collaboratore e poi un socio della maison della quale contribuisce all'affermazione internazionale. Nel 1948 però Vladzio muore improvvisamente e questo avvenimento causa una forte depressione a Balenciaga che decide di prendere un periodo di pausa. Si fece forza e non chiuse l'attività, che proprio negli anni seguenti conobbe un grande successo internazionale. Proprio nella maison spagnola si formarono grandi nomi della moda come Oscar de la Renta, Mila Schön e Hubert de Givenchy.
Gli anni '50 sono caratterizzati dal New Look, legittimato da Christian Dior, ma non per Cristóbal Balenciaga che decide di liberare la donna trasformando la silhouette, ampliando le spalle, cancellando il punto vita ed eliminando il corsetto. Seguendo questi principi crea nel 1951 il tailleur semi aderente, nel 1953 la giacca a palloncino e nel 1955 l'abito a tunica.
Nel 1955 Balenciaga lancia il terzo profumo Quadrille.
Nel 1958 presenta il vestito baby doll, il cappotto cocoon e la gonna a palloncino.
Nello stesso anno la casa Abrahm creò apposta per Balenciaga un nuovo tessuto, il gazar, una specie di raffia di seta che permetteva, grazie alla sua particolare struttura rigida, di dar vita a nuove forme. Oltre al gazar utilizzò un altro materiale innovativo, ovvero il cracknyl. La moda di Balenciaga è ricordata come estremamente innovativa: fu proprio Cristòbal il primo a disegnare le camicie a blusa, gli abiti a tunica e le forme a uovo che volontariamente non mettevano in risalto il punto vita. Plasmava le forme e giocava con i volumi.
Vestì la Contessa Mona von Bismarck, Grace Kelly, Jackie Kennedy, Helena Rubinstein, Greta Garbo. Nel 1960 ricevette la Legion d'onore, onorificenza francese tra le più significative. Nello stesso anno per il matrimonio del principe Baldovino del Belgio e Fabiola, disegnò l'abito da sposa.
In un periodo in cui il mondo della moda iniziava a muoversi verso il prêt-à-porter, Cristòbal Balenciaga non volle mai adattarsi e scelse sempre la haute couture. Nel 1968, a 74 anni e ormai molto ricco, decise di ritirarsi dal mondo della moda.

## Morte
Nel marzo 1972, Balenciaga era in vacanza al parador nazionale di Jávea, ad Alicante. Non era malato, né era a conoscenza di alcuna malattia grave, ma inaspettatamente il 23 marzo ha subito un infarto miocardico, seguito da un arresto cardiaco. Aveva 77 anni al momento della sua morte. Fu sepolto a Getaria, la sua città natale.

## Musei

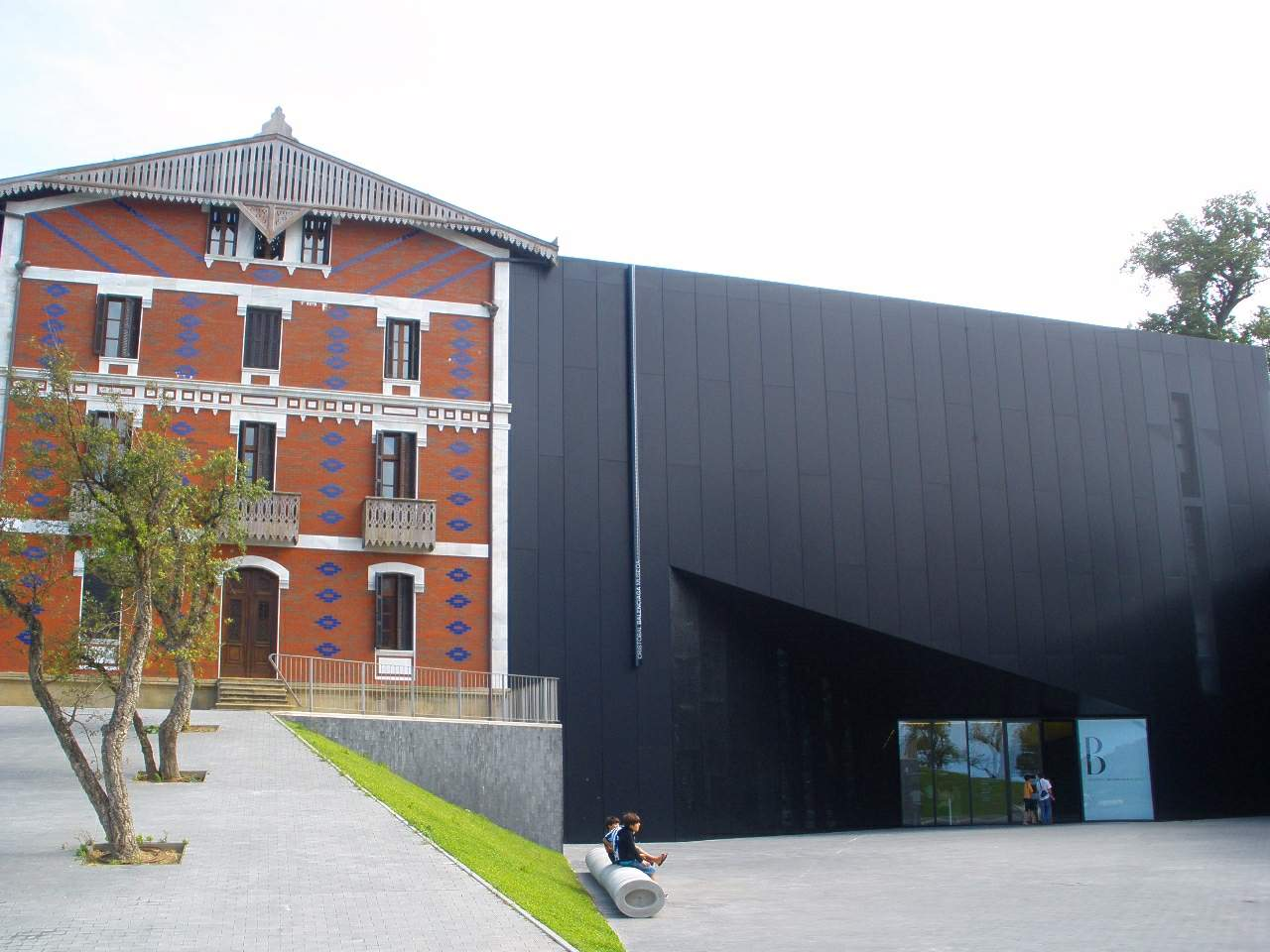
Il Museo Balenciaga a Getaria.

Il Museo Balenciaga, aperto al pubblico a Guetaria, ha una collezione di circa 1.200 pezzi. Il Museu Textil i d'Indumentària del Museo del design di Barcellona ha una vasta collezione di abiti e accessori Balenciaga (soprattutto cappelli). Il Museo del costume di Madrid ha anche una collezione di moda che include abiti Balenciaga.

## Vita privata
Cristóbal Balenciaga era omosessuale, anche se ha mantenuto la sua sessualità privata per tutta la vita. L'amore della sua vita e suo partner di lunga data era il modista franco-polacco Wladzio Jaworowski di Attainville, che aveva contribuito a finanziarne la fondazione. Quando Jaworowski morì nel 1948, Balenciaga era così distrutto che pensò di chiudere l'attività.